# Ettore Recagni
Ettore Recagni, all'anagrafe Reccagni, (Lodi, 6 novembre 1937 – Roma, 2 novembre 2020) è stato un allenatore di calcio e calciatore italiano, di ruolo attaccante.

## Biografia

### Giocatore

Una formazione della Reggiana 1964-65: Recagni è il primo in piedi a sinistra

Ala destra molto prolifica ad inizio carriera, per poi arretrare progressivamente il raggio d'azione passando a centrocampo, è uno dei protagonisti dell'exploit del Mantova, che in 4 stagioni passa dalla quarta serie alla Serie A. Curiosamente, nell'unica stagione di questo periodo nella quale i virgiliani mancano la promozione (nella stagione 1959-60, nella quale il Mantova chiude quinto in Serie B), Recagni lascia il Mantova per trasferirsi alla Lazio, dove peraltro trova pochissimo spazio (due sole presenze) e rientra in riva al Mincio a fine stagione.
Dopo la conquista della Serie A, Recagni resta al Mantova per altre tre stagioni, nelle quali mantiene il posto da titolare ma vede le realizzazioni diminuire progressivamente, fino ad una sola rete nell'annata 1963-64.
A fine stagione si trasferisce alla Reggiana neopromossa in B. A Reggio ritrova la vena realizzativa delle prime stagioni a Mantova realizzando 10 reti nella prima stagione e 6 nella seconda. Nell'estate 1966 passa quindi al Savona, anch'esso neopromosso in B, ma scende in campo solo 6 volte e i liguri concludono la stagione con la retrocessione. Nella stagione 1967-68 giocò l'ultima stagione della sua carriera nell'Alessandria, in serie C, totalizzando 23 presenze e segnando 10 reti.
In carriera ha totalizzato complessivamente 74 presenze e 12 reti in Serie A e 92 presenze e 24 reti in Serie B.

### Allenatore
Appese le scarpe al chiodo Recagni inizia la carriera di allenatore iniziando a Palmi in Serie D, per proseguire come secondo di Eugenio Fantini prima a Mario Caciagli poi alla SPAL nel 1972 e quindi subentrato a Giambattista Moschino in Serie B con la Reggina nel 1973. Prosegue facendo ancora il secondo di Fantini al Taranto, quindi guidando la Salernitana ed il Sorrento in Serie C. Di nuovo allenatore in seconda, alla Roma, poi al Potenza in Serie C2. Nel campionato 1982/'83 di serie D, alla sesta giornata, subentra a Josè Alberti sulla panchina del Giugliano. Riconfermato guiderà i tigrotti anche nel campionato 1983/'84. Dal 1984 al 1989 e dal 1999 al 2000 è stato commissario tecnico della Nazionale di calcio femminile dell'Italia. ha inoltre guidato, fino al 1999 assieme a Roberto Boninsegna, la rappresentativa Under 21 di Serie C.
Scomparso il 2 novembre 2020.

## Statistiche

### Statistiche da allenatore

#### Panchine da commissario tecnico della nazionale italiana femminile
| Cronologia completa delle presenze e delle reti in nazionale ― Italia | Cronologia completa delle presenze e delle reti in nazionale ― Italia | Cronologia completa delle presenze e delle reti in nazionale ― Italia | Cronologia completa delle presenze e delle reti in nazionale ― Italia | Cronologia completa delle presenze e delle reti in nazionale ― Italia | Cronologia completa delle presenze e delle reti in nazionale ― Italia | Cronologia completa delle presenze e delle reti in nazionale ― Italia | Cronologia completa delle presenze e delle reti in nazionale ― Italia |
| Data                                                                  | Città                                                                 | In casa                                                               | Risultato                                                             | Ospiti                                                                | Competizione                                                          | Reti                                                                  | Note                                                                  |
| --------------------------------------------------------------------- | --------------------------------------------------------------------- | --------------------------------------------------------------------- | --------------------------------------------------------------------- | --------------------------------------------------------------------- | --------------------------------------------------------------------- | --------------------------------------------------------------------- | --------------------------------------------------------------------- |
| 22-9-1999                                                             | Reykjavík                                                             | Islanda                                                               | 0 – 0                                                                 | Italia                                                                | Qual. Euro 2001                                                       | -                                                                     | [ 3 ]                                                                 |
| 13-10-1999                                                            | Castelfranco di Sotto                                                 | Italia                                                                | 1 – 0                                                                 | Ucraina                                                               | Qual. Euro 2001                                                       | Patrizia Panico                                                       | [ 4 ]                                                                 |
| 11-11-1999                                                            | Isernia                                                               | Italia                                                                | 4 – 4                                                                 | Germania                                                              | Qual. Euro 2001                                                       | 3 Patrizia Panico Tatiana Zorri                                       | [ 5 ]                                                                 |
| 23-2-2000                                                             | Sorrento                                                              | Italia                                                                | 0 – 0                                                                 | Paesi Bassi                                                           | Amichevole                                                            | -                                                                     |                                                                       |
| 22-3-2000                                                             | Trani                                                                 | Italia                                                                | 3 – 0                                                                 | Jugoslavia                                                            | Amichevole                                                            | -                                                                     |                                                                       |
| 6-4-2000                                                              | Francoforte sul Meno                                                  | Germania                                                              | 3 – 0                                                                 | Italia                                                                | Qual. Euro 2001                                                       | -                                                                     | [ 6 ]                                                                 |
| 7-6-2000                                                              | Urbino                                                                | Italia                                                                | 1 – 0                                                                 | Islanda                                                               | Qual. Euro 2001                                                       | Goia Masia                                                            | [ 7 ]                                                                 |
| 17-6-2000                                                             | Kiev                                                                  | Ucraina                                                               | 0 – 0                                                                 | Italia                                                                | Qual. Euro 2001                                                       | -                                                                     | [ 8 ]                                                                 |
| 7-7-2000                                                              | Central Islip                                                         | Stati Uniti                                                           | 4 – 1                                                                 | Italia                                                                | Amichevole                                                            | -                                                                     |                                                                       |
| Totale                                                                |                                                                       | Presenze                                                              | 8                                                                     |                                                                       | Reti                                                                  | 10                                                                    |                                                                       |

## Palmarès

### Giocatore

#### Club
- Campionato Interregionale: 1

Ozo Mantova: 1957-1958 (girone B)
- Serie C: 1

Ozo Mantova: 1958-1959 (girone A)

#### Individuale
- Capocannoniere della Coppa Italia: 1

Coppa Italia 1961-1962 (3 gol)